# Bodega Aurrera

Bodega Aurrera est une chaîne mexicaine de magasins généralistes créée en 1970, spécialisée dans le commerce de détail. C'est une filiale du groupe Walmart de Mexico.

## Histoire
Le groupe mexicain Almacenes Aurrera, fondé en 1958, ouvre les premiers magasins au nom de Bodega Aurrera en 1970. En 1991, le groupe s'unit au géant américain Walmart et continue de croître jusqu'à employer 50 000 personnes en 1996. L'année suivante, les hypermarchés Aurrera deviennent des Walmart Supercenter et seules les marques Superama et Bodega Aurrera conservent leur identité. Almacenes Aurrera devient Walmart de Mexico.
En 2008 sont créées les supérettes Bodega Aurrera Express.
Bodega Aurrera est une des plus importantes entreprises de la grande distribution au Mexique. En 2018, l'Institut mexicain de la Propriété industrielle (IMPI) lui octroie le titre de « Marca Famosa ».

## Mascotte
Bodega Aurrera est connue pour sa mascotte Mamá Lucha, une luchadora masquée qui se présente comme la « championne des prix bas ». Son nom et son apparence font référence à la « lutte » des mères de famille pour trouver des produits de qualité au meilleur prix.